# Germanie (province romaine)
Pour les articles homonymes, voir Germanie (homonymie).
7 av. J.-C. – 9 ap. J.-C.
Entités précédentes :
- Germanie

Entités suivantes :
- Germanie

La Germanie (en latin classique : Germania) a été une éphémère province de l’Empire romain.

## Liste des fortifications de la province romaine
- Aliso (aujourd’hui : Haltern am See)
- Anreppen (aujourd’hui : Delbrück)
- Beckinghausen (aujourd’hui : Lünen)

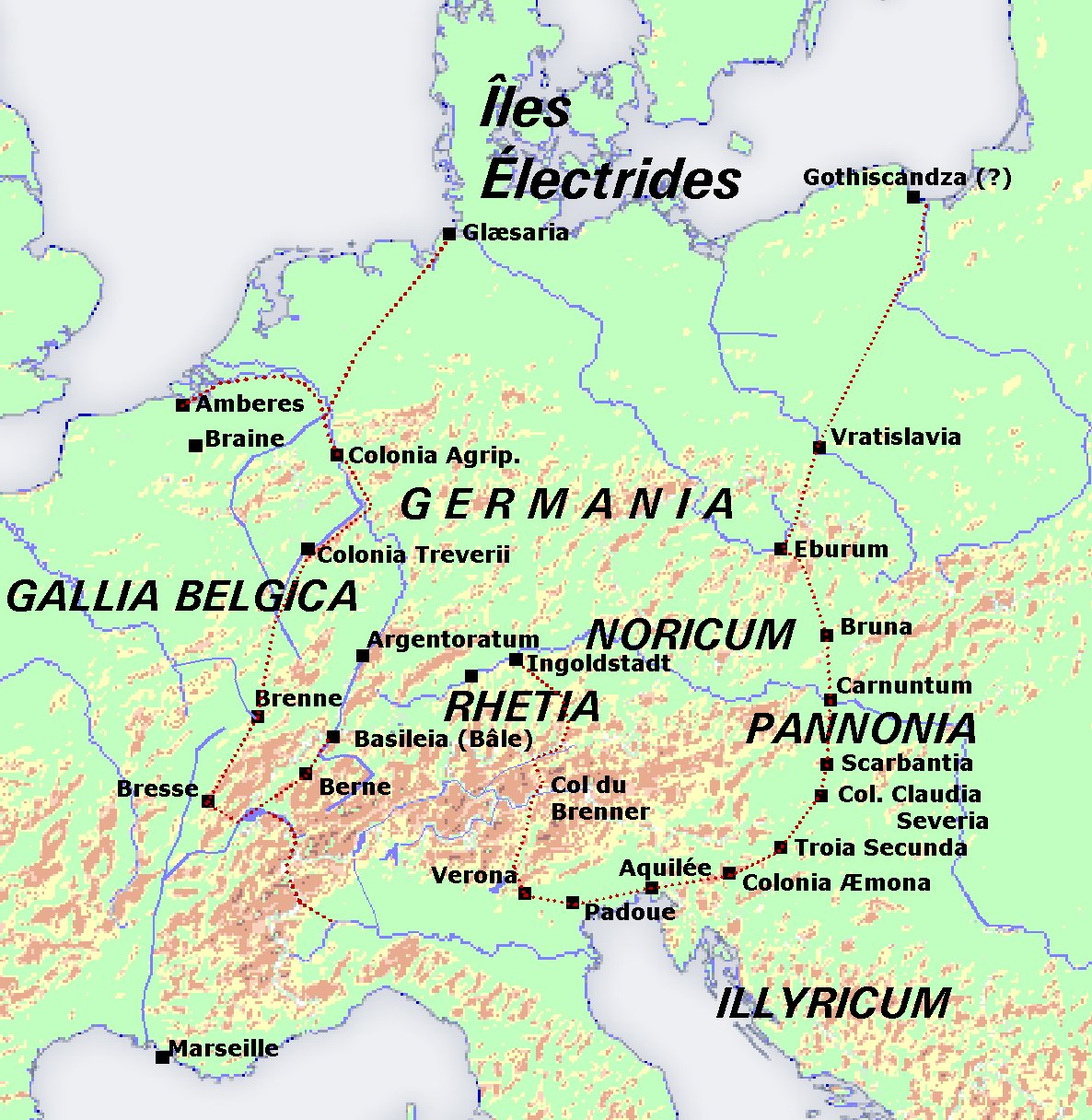
Route de l'ambre
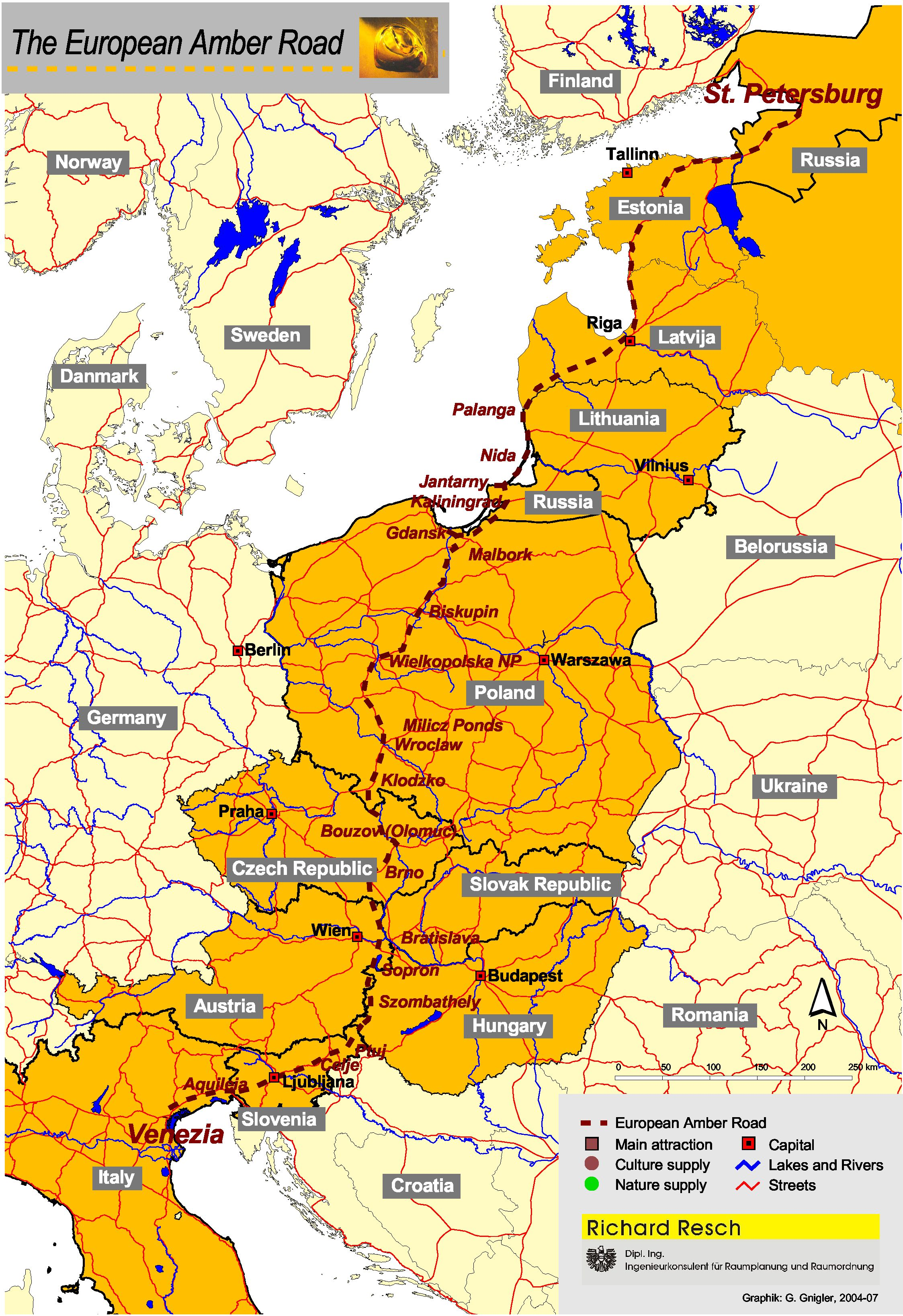
Route de l'ambre
Germanie en 70

Zone alpine :

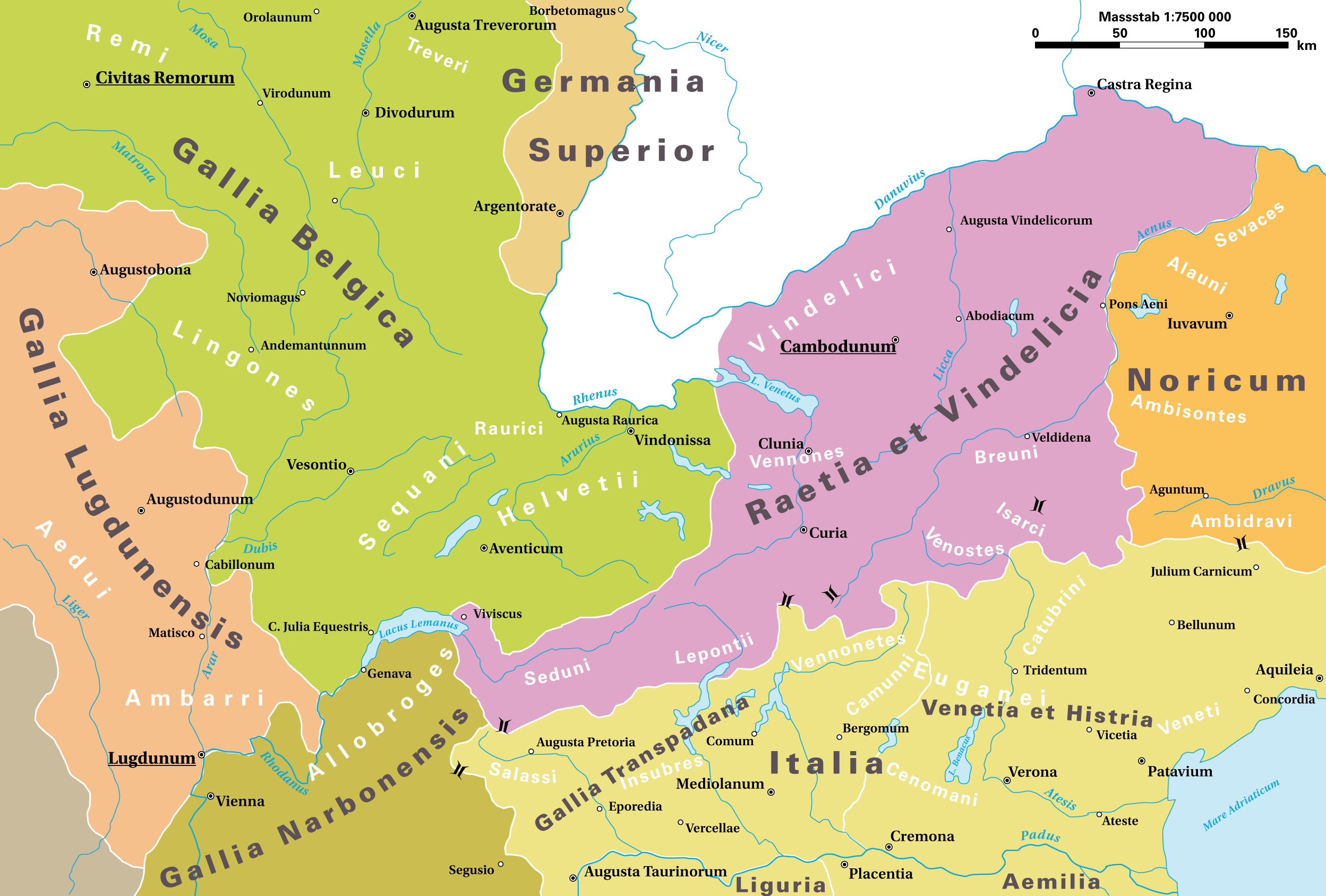
en 14
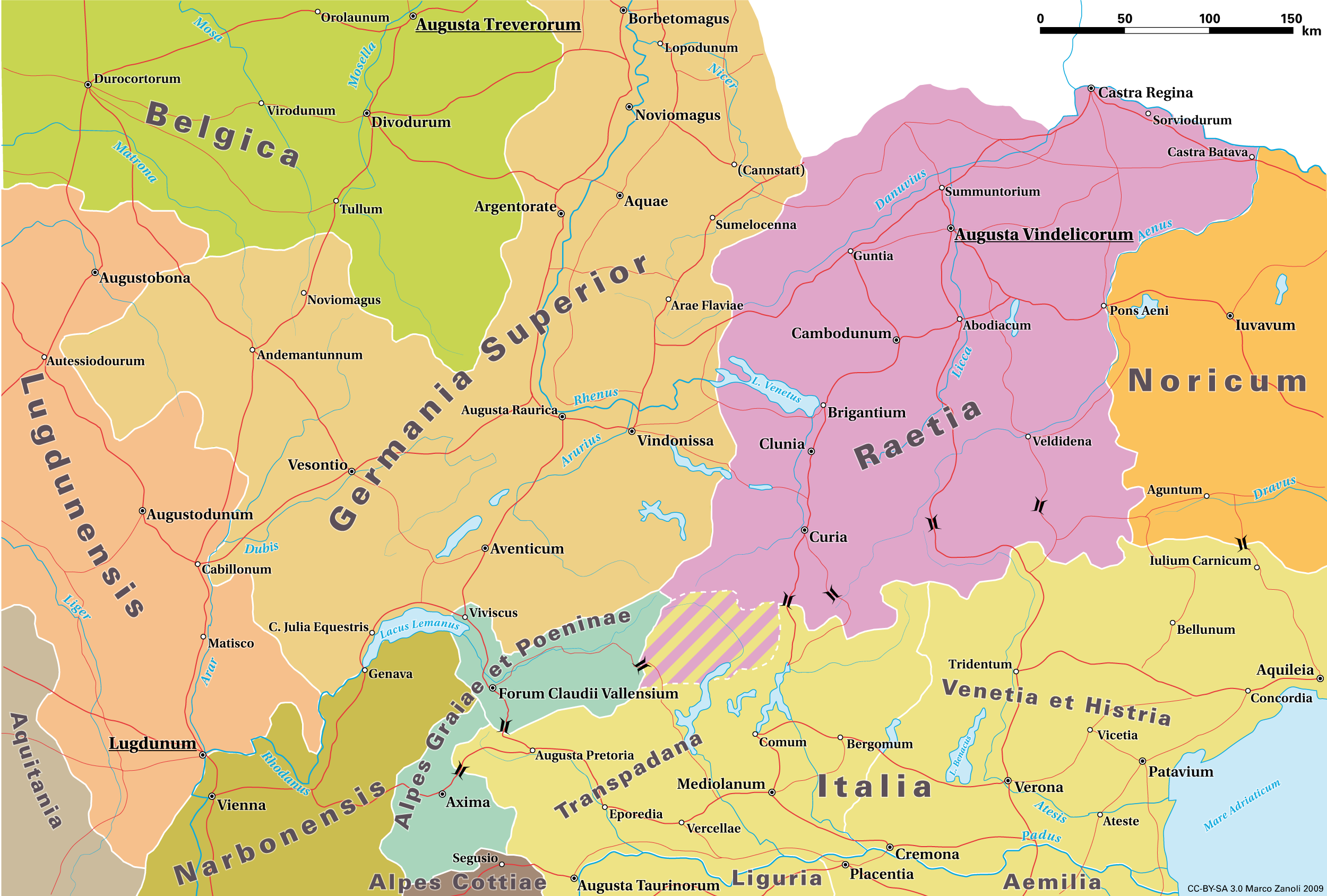
en 150
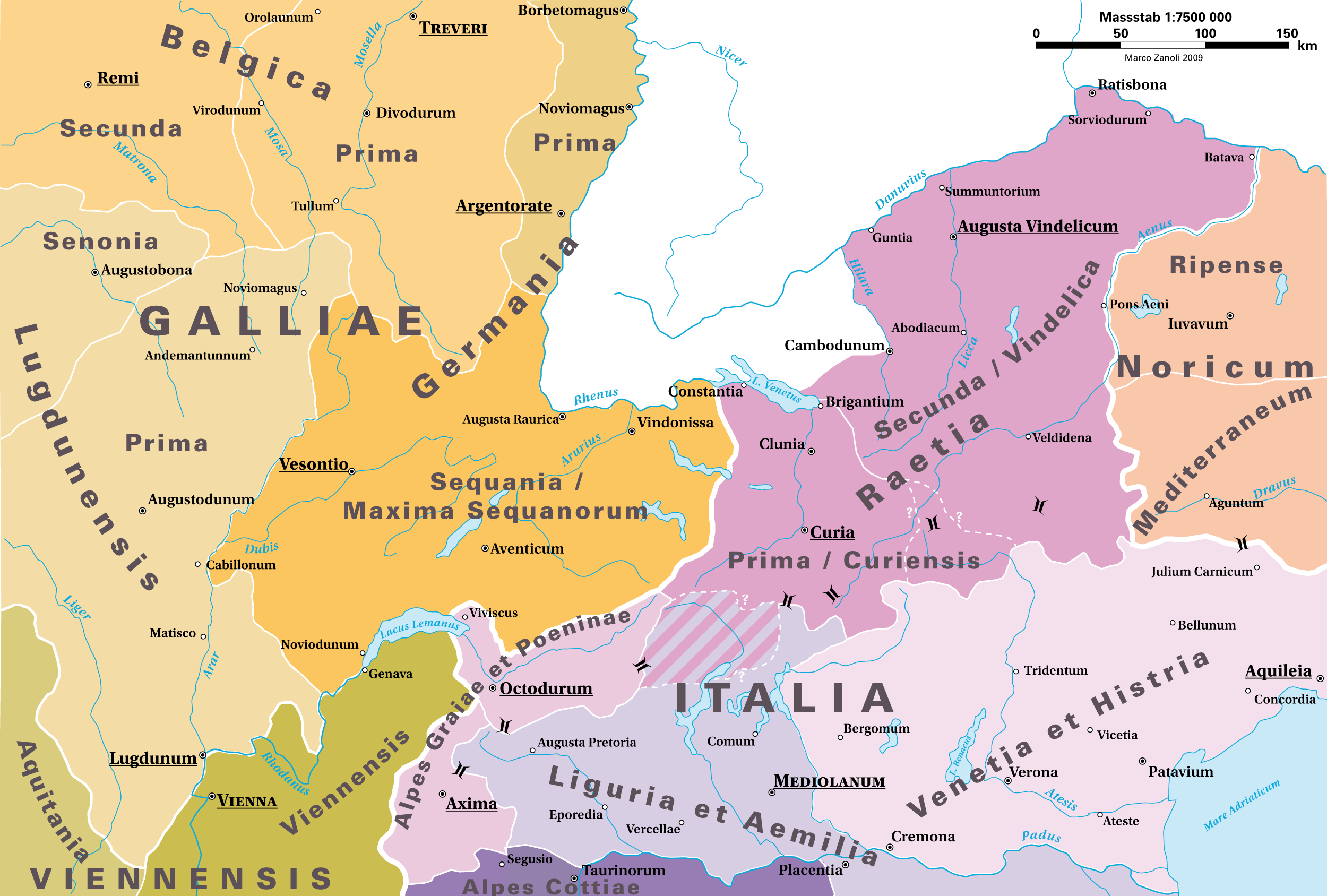
en 395